# 清雲寺 (横須賀市)

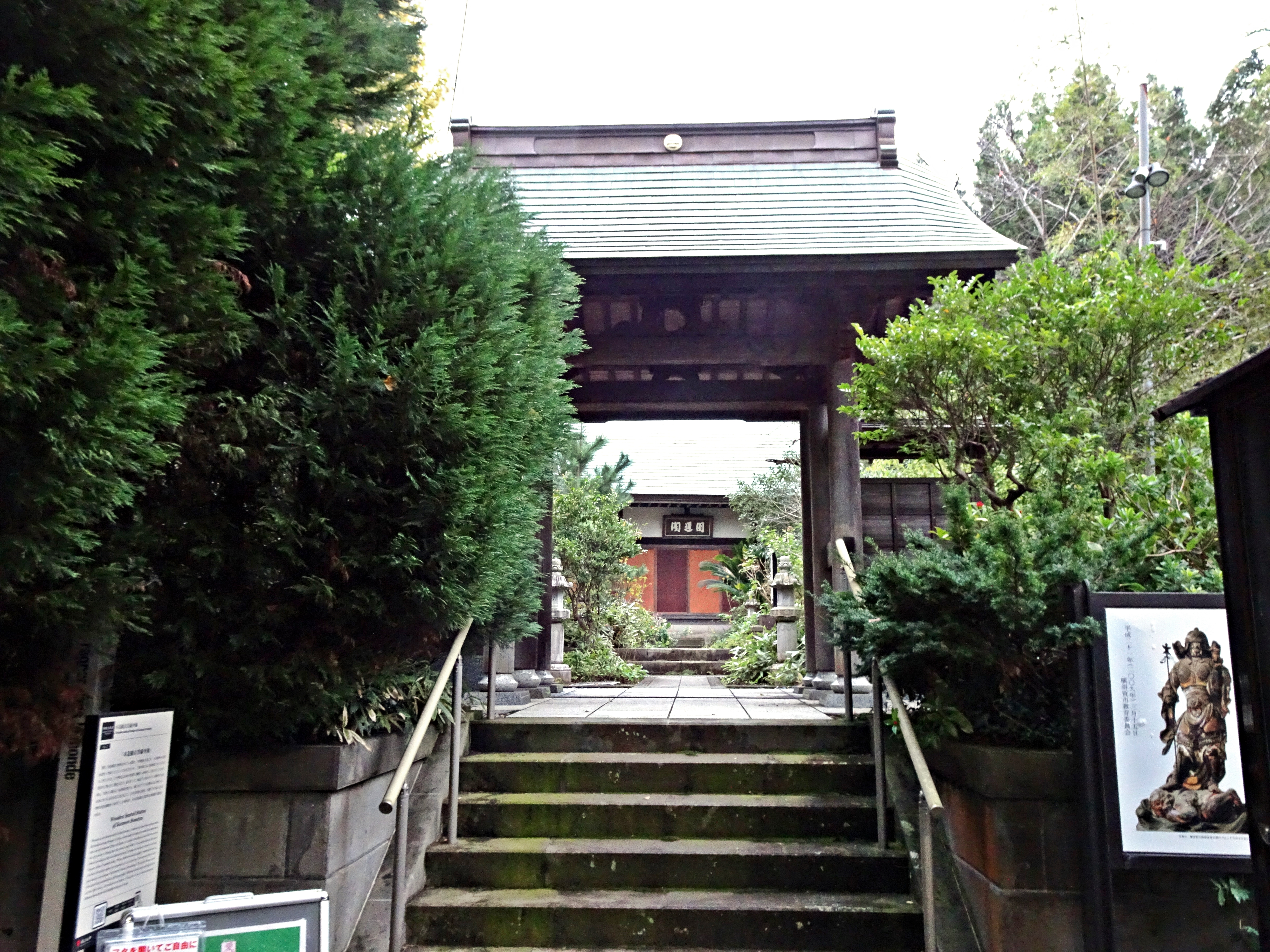
清雲寺山門

清雲寺（せいうんじ）は、神奈川県横須賀市に所在する臨済宗円覚寺派の寺院。

## 歴史
1104年（長治元年）、三浦義継の開基である。父為継の菩提を弔うために創建したものである。
当寺の旧本尊は毘沙門天である。和田合戦の際に姿を現して、敵の矢を受けたことから、「箭請（やうけ）毘沙門天」と呼ばれている。現在の本尊は「滝見観音」と呼ばれる観音菩薩像である。中国の宋から渡来した像という。

## 文化財
- 木造観音菩薩坐像（重要文化財 平成10年6月30日指定）[3]
- 木造毘沙門天立像（神奈川県指定重要文化財 昭和35年5月17日指定）[4]
- 石造板碑文永八年在銘（横須賀市指定重要有形文化財 平成24年2月27日指定）[5]
- 伝三浦為継とその一党の廟所（横須賀市指定史跡 昭和48年1月10日指定）[6]

## 交通アクセス
- 路線バス衣笠城址停留所より徒歩10分。